# Metamynodon
Metamynodon és un gènere extint de perissodàctils de la família dels aminodòntids que visqueren a Àsia i Nord-amèrica des de l'Eocè fins a l'Oligocè inferior, fa entre 33,3 i 41,3 milions d'anys. Se n'han trobat restes fòssils als Estats Units (fauna del White River), Myanmar i la Xina.